# Dahlenburg
Dahlenburg település Németországban, azon belül Alsó-Szászország tartományban. Lakosainak száma 3499 fő (2023. december 31.).

## Népesség
A település népességének változása:
| Lakosok száma | 3342 | 3323 | 3315 | 3341 | 3419 | 3499 |
|               | 2016 | 2017 | 2019 | 2021 | 2022 | 2023 |